# وهرینگن
وهرینگن (به آلمانی: Wehringen) یک شهر در آلمان است که در آوگسبورگ واقع شده‌است.